# Imperatrice vedova
Imperatrice vedova (anche imperatrice madre) (cinese e giapponese: 皇太后; pinyin: huángtàihòu; rōmaji: Kōtaigō; coreano: 황태후 (皇太后); romaja: Hwang Tae Hu; vietnamita: Hoàng Thái Hậu (皇太后)) è il titolo dato alla madre o alla vedova di un monarca cinese, giapponese, coreano o vietnamita nella sfera culturale cinese.
Il titolo veniva occasionalmente conferito anche a un'altra donna della stessa generazione, mentre a una donna della generazione precedente veniva talvolta conferito il titolo di grand'imperatrice vedova (cinese e giapponese: 太皇太后; pinyin: tàihúangtàihòu; rōmaji: Taikōtaigō; coreano: 태황태후 (太皇太后); romaja: Tae Hwang Tae Hu; vietnamita: Thái Hoàng Thái Hậu (太皇太后)). Un'imperatrice vedova esercitava un potere assoluto sull'harem e sulla famiglia imperiale e talvolta, anche per questioni importanti che erano necessarie, l'imperatore o i funzionari si rivolgevano all'imperatrice vedova per consultarsi. La posizione dell'imperatrice vedova era la seconda dopo quella dell'imperatore, ma lei lo precedeva in termini di rispetto, perché l'imperatore abbassava la testa di fronte a lei per mostrarle il suo rispetto e le stava di fronte con rispetto e cortesia, era persino preciso nel modo in cui parlava e la affrontava. Numerose imperatrici vedove ricoprirono la reggenza durante il regno di imperatori minorenni. Molte delle imperatrici vedove più importanti estesero il loro controllo per lunghi periodi dopo che l'imperatore era abbastanza grande per governare. Ciò fu fonte di tumulti politici secondo la visione tradizionale della storia cinese.
In Europa, il titolo di imperatrice vedova veniva conferito alla moglie di un imperatore di Russia, di un imperatore tedesco o di un imperatore del Sacro Romano Impero defunto.

## Per paese

### Cina
Le imperatrici vedove cinesi furono:
- Dinastia Han
  - Imperatrice vedova Lü (241–180 a.C.), imperatrice consorte dell'imperatore Gaozu di Han (256-195 a.C., r. 202-195 a.C.)
  - Imperatrice vedova Dou
  - Imperatrice vedova Wang
  - Imperatrice vedova Deng
  - Imperatrice vedova Liang (116–150), imperatrice consorte dell'imperatore Shun di Han (115–144, r. 125–144)
  - Imperatrice vedova He (m. 189), seconda imperatrice consorte dell'imperatore Ling di Han (156–189, r. 168–189)

- Dinastia Jin
  - Imperatrice vedova Wenming (217–268), moglie di Sima Zhao (211–265)

- Dinastie del Nord
  - Imperatrice vedova Feng, imperatrice consorte dell'imperatore Wencheng del Wei settentrionale (440–465, r. 452–465)
  - Imperatrice vedova Hu (m. 528), concubina dell'imperatore Xuanwu (483–515, r. 499–515)
- Dinastia Liu Song
  - Imperatrice vedova Xiao Wenshou (343–423), matrigna dell'imperatore Wu di Liu Song (363–422, r. 420–422)
- Dinastia Tang
  - Imperatrice vedova Wu, più comunemente nota come Wu Zetian
  - Imperatrice vedova Xiao
  - Imperatrice vedova He
- Dinastia Liao
  - Imperatrice vedova Xiao (morta nel 951?), concubina di Yelü Bei
  - Imperatrice vedova Chengtian
  - Imperatrice vedova Xiao Noujin (980–1057), concubina dell'imperatore Shengzong

- Dinastia Song
  - Imperatrice vedova Xie (1210–1283), imperatrice consorte dell'imperatore Lizong di Son
- Dinastia Yuan
  - Imperatrice vedova Gi (1315–1370), una delle principali imperatrici di Toghon Temur

- Dinastia Qing
  - Imperatrice vedova Xiaoduanwen (1599–1649), consorte di Huang Taiji (1592–1643), secondo Khan della dinastia Jin posteriore (r. 1626–1636) e primo imperatore della dinastia Qing (r. 1636–1643)
  - Imperatrice vedova Xiaozhuang (1613–1688), consorte di Huang Taiji
  - Imperatrice vedova Renxian (1641–1718)
  - Imperatrice vedova Cihe
  - Imperatrice vedova Chongqing
  - Imperatrice vedova C'ian
  - Imperatrice vedova Cixi (1835–1908; de facto sovrana della dinastia Qing per 40 anni e poi grand'imperatrice vedova)
  - Imperatrice vedova Longyu (1868–1913), moglie e imperatrice consorte di Zaitian, l'imperatore Guangxu, abdicò per conto di Pu Yi

### Impero tedesco
Nell'Impero tedesco le uniche imperatrici vedove furono Augusta di Sassonia-Weimar-Eisenach (vedova di Guglielmo I e madre di Federico III) e Vittoria di Sassonia-Coburgo-Gotha (vedova di Federico III e madre di Guglielmo II, ultimo imperatore tedesco).

### India
La regina imperatrice Vittoria (1819–1901, r. 1837–1901) rimase vedova nel 1861, prima della sua ascesa al trono come regina imperatrice dell'India. Suo figlio, suo nipote e il suo pronipote morirono tutti prima delle loro mogli e le loro vedove erano note come imperatrici vedove in questo contesto indiano. Se Giorgio VI, l'ultimo imperatore dell'India, fosse morto prima che l'indipendenza dell'India fosse proclamata nel 1947, la sua vedova sarebbe stata nota come imperatrice vedova dell'India. Tuttavia, Giorgio VI non morì fino al 1952, alcuni anni dopo l'indipendenza formale dell'India e la rinuncia al titolo di imperatore dell'India da parte del monarca britannico (avvenuta formalmente nel 1948).
- Regina imperatrice Alessandra (m. 20 novembre 1925), vedova del re imperatore Edoardo VII (r. 1901–1910)
- Regina imperatrice Maria (m. 24 marzo 1953), vedova del re imperatore Giorgio V (r. 1910–1936)
- Regina imperatrice Elisabetta (m. 30 marzo 2002), vedova del re imperatore Giorgio VI (r. 1936–1947)

### Russia
Dal 1801 circa, anche in Russia si cominciò ad utilizzare il titolo di imperatrice vedova, il cui rango era superiore a quello dell'imperatrice consorte. Il titolo di imperatrice vedova veniva dato alla moglie di uno zar deceduto.
In tutto ci furono quattro imperatrici vedove russe:
- Maria Fëdorovna (nata Sofia Dorotea di Württemberg) vedova di Paolo I, madre di Alessandro I e di Nicola I.
- Elizaveta Alekseevna (nata Luisa Maria di Baden) vedova di Alessandro I.
- Alexandra Fëdorovna (nata Carlotta di Prussia) vedova di Nicola I, madre di Alessandro II.
- Maria Fëdorovna (nata Dagmar di Danimarca) vedova di Alessandro III, madre di Nicola II.

### Sacro Romano Impero
Adelaide d'Italia fu imperatrice del Sacro Romano Impero per matrimonio con l'imperatore Ottone il Grande e fu incoronata insieme a lui nel 962. Dopo la morte del marito, suo figlio Ottone II gli succedette come imperatore e alla sua morte gli successe il nipote di Adelaide, Ottone III. Ella servì come reggente fino a quando lui non raggiunse la maggiore età.
Sebbene non sia mai stata definita vedova, l'imperatrice Matilde fu la Sacra Imperatrice Romana dal 1114 grazie al suo matrimonio con l'imperatore Enrico V. Continuò a essere chiamata "Imperatrice" molto tempo dopo la morte del suo primo marito nel 1125 e il suo successivo secondo matrimonio con Goffredo Plantageneto, conte d'Angiò nel 1128. 
Nonostante avesse abbandonato il trono di Sicilia per il figlio Federico II, l'imperatrice Costanza di Sicilia, vedova di Enrico VI, mantenne il titolo di imperatrice vedova fino alla sua morte nel 1198. 
Eleonora Gonzaga, fu imperatrice del Sacro Romano Impero per matrimonio con l'imperatore Ferdinando III, e dopo la sua morte fu imperatrice vedova dal 1657 al 1686.

### Vietnam
- Đinh - Prime dinastie Lê
  - Imperatrice vedova Dương Vân Nga (952–1000): Nel 979, suo marito, l'imperatore Đinh Bộ Lĩnh, morì dopo un assassinio, suo figlio, il principe Đinh Toàn, salì al trono, divenne imperatrice vedova e si occupò di tutte le questioni politiche. Ma in seguito detronizzò suo figlio e cedette il trono a Lê Đại Hành e lo sposò. Ancora una volta prese il titolo di imperatrice consorte. Poiché fu imperatrice due volte con due imperatori diversi, è chiamata "Hoàng hậu hai triều" (imperatrice delle due dinastie).

- Dinastia Lý
  - Imperatrice vedova Thượng Dương (?–1073): Sebbene non potesse dare alla luce figli maschi, la concubina di suo marito Lady Ỷ Lan diede alla luce un principe, chiamato Lý Càn Đức. Dopo la morte del marito, divenne imperatrice vedova e dichiarò che avrebbe "buông rèm nhiếp chính" (reggente) per il nuovo imperatore di sette anni, ma la madre del nuovo imperatore Lady vedova Ỷ Lan si oppose con veemenza e la costrinse alla morte. Il suo regno come di imperatrice vedova fu di un anno.
  - Imperatrice vedova Ỷ Lan (c. 1044–1117): Dopo aver detronizzato e ucciso l'imperatrice vedova Thượng Dương, divenne imperatrice vedova e mantenne tutti i poteri politici
  - Imperatrice vedova Chiêu Linh (?–1200): imperatrice dell'imperatore Lý Thần Tông. Suo figlio fu nominato principe ereditario, ma in seguito fu detronizzato dal seggio di principe ereditario a quello di principe normale a causa di un evento. La concubina di suo marito Lady Đỗ Thụy Châu diede alla luce un principe e lui fu nominato principe ereditario in seguito. Dopo la morte di suo marito, il principe ereditario salì al trono, e lei divenne imperatrice vedova.
  - Imperatrice vedova Đỗ Thụy Châu: dopo l'ascesa al trono del figlio, divenne co-imperatrice vedova insieme all'imperatrice vedova Chiêu Linh.
  - Imperatrice vedova An Toàn (?–1226): fu famosa per aver abusato dell'autorità durante il regno di suo figlio, l'imperatore Lý Huệ Tông. Sua nuora, l'imperatrice Trần Thị Dung, si unì a Trần Thủ Độ complottando per rovesciare la dinastia Lý e sostituirla con la dinastia Trần. Trần Thủ Độ costrinse suo figlio ad abdicare e a diventare monaco nella pagoda, suo figlio fece come Trần Thủ Độ le aveva detto e cedette il trono a sua nipote Lý Chiêu Hoàng, che è l'unica imperatrice della storia vietnamita, quindi divenne grande imperatrice vedova. Ma in seguito Trần Thủ Độ costrinse Lý Chiêu Hoàng a sposarsi con suo nipote di sette anni Trần Cảnh gli cedette il trono. A quel punto An Toàn non era più un'imperatrice vedova.
  - Imperatrice vedova Trần Thị Dung (? –1259): divenne imperatrice vedova dopo che sua figlia Lý Chiêu Hoàng salì al trono. Ma in seguito, Lý Chiêu Hoàng cedette il trono a suo marito Trần Cảnh. A quel punto Trần Thị Dung non era più l'imperatrice vedova.

- Dinastia Trần
  - Imperatrice vedova Tuyên Từ (?–1318): concubina e cognata minore dell'imperatore Trần Nhân Tông, è la sorella minore della vera imperatrice Bảo Thánh. Nel 1293, l'imperatore Trần Nhân Tông cedette il trono a suo figlio con l'imperatrice Bảo Thánh, Trần Anh Tông, alcuni mesi dopo morì sua sorella, la grande imperatrice Bảo Thánh, ed ella divenne l'unica consorte sopravvissuta del grande imperatore Trần Nhân Tông. Nel 1308, l'imperatore Trần Nhân Tông morì e lei divenne imperatrice vedova. Nel 1314, l'imperatore Trần Anh Tông cedette il trono a suo figlio Trần Minh Tông, ed ella divenne grande imperatrice vedova.

- Dinastia Nguyễn
  - Imperatrice vedova Từ Dụ (1810–1901), nata Phạm Thị Hằng, era un'imperatrice vietnamita, moglie dell'imperatore Thiệu Trị (1807–1847, r. 1841–1847) e madre dell'imperatore Tự Đức.
  - Imperatrice vedova Trang Ý (1828–1902), nata Vũ Thị Hài o Vũ Thị Duyên, era un'imperatrice vietnamita, moglie di Tự Đức e madre adottiva di Dục Đức.
  - Imperatrice vedova Từ Minh (1855–1906), nata Phan Thi Dieu, era un'imperatrice vietnamita, moglie di Dục Đức e madre di Thành Thái.
  - Imperatrice vedova Từ Cung (1890–1980), madre dell'ultimo imperatore vietnamita Bảo Đại.